# Carinaulus inexpectatus
Carinaulus inexpectatus är en skalbaggsart som beskrevs av Vladimir Balthasar 1935. Carinaulus inexpectatus ingår i släktet Carinaulus och familjen Aphodiidae. Inga underarter finns listade.